# Segawe
Segawe is een bestuurslaag in het regentschap Tulungagung van de provincie Oost-Java, Indonesië. Segawe telt 3163 inwoners (volkstelling 2010).